# Rovagnate

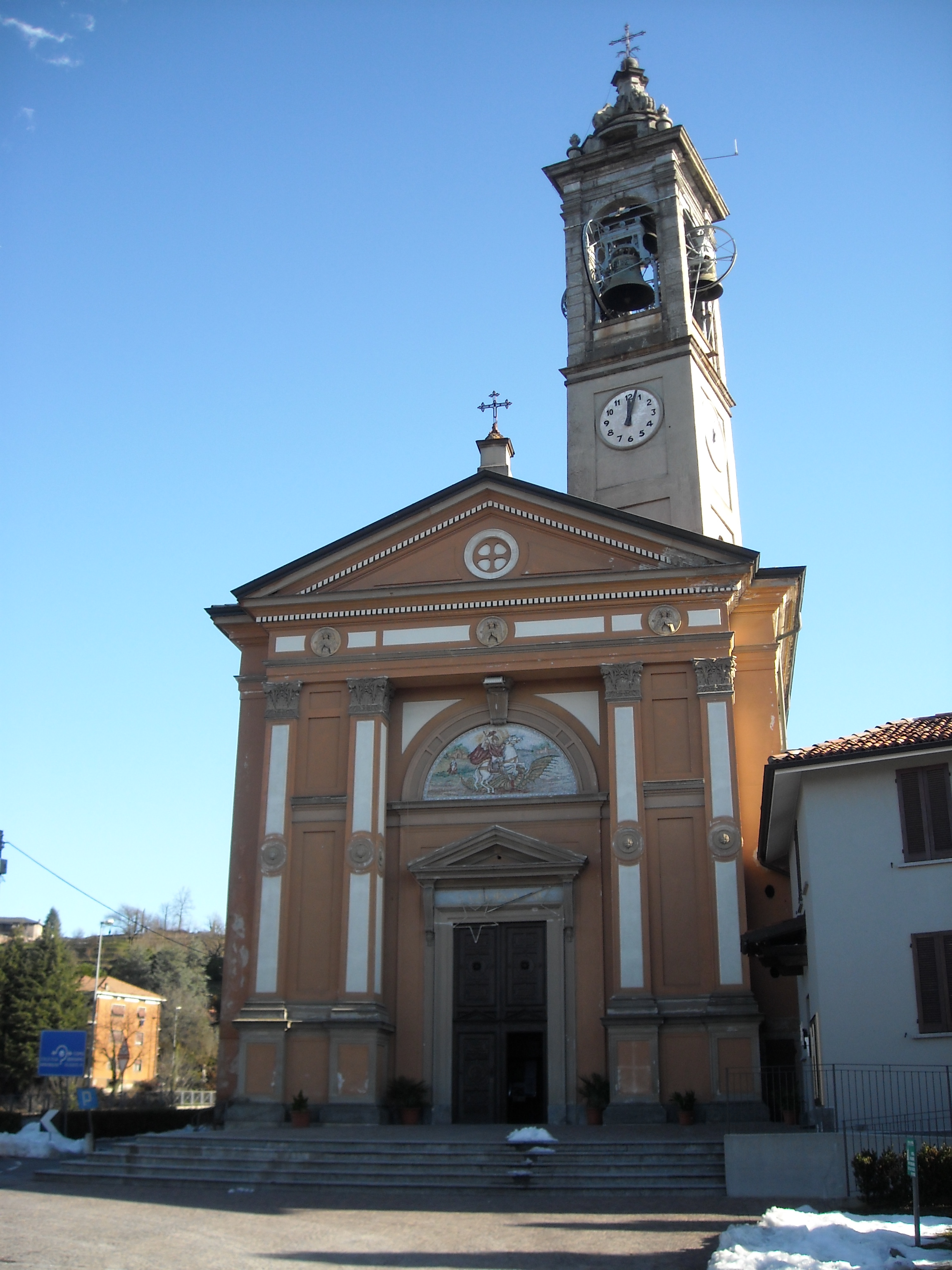
Kirchengemeinde St. Giorgio

Rovagnate ist ein Ortsteil der Gemeinde La Valletta Brianza in der Provinz Lecco in der italienischen Region Lombardei. 
Rovagnate schloss sich am 30. Januar 2015 mit Perego zur neuen Gemeinde La Valletta Brianza zusammen. Die Gemeinde hatte am 31. Dezember 2013 2932 Einwohner auf einer Fläche von 4,26 km².

## Geographie
Rovagnate liegt etwa 13 km südlich der Provinzhauptstadt Lecco und 35 km nordöstlich der Metropole Mailand. 

## Feste
- Fest des Ortspatrons St. Georg am 23. April[1]